# 1454

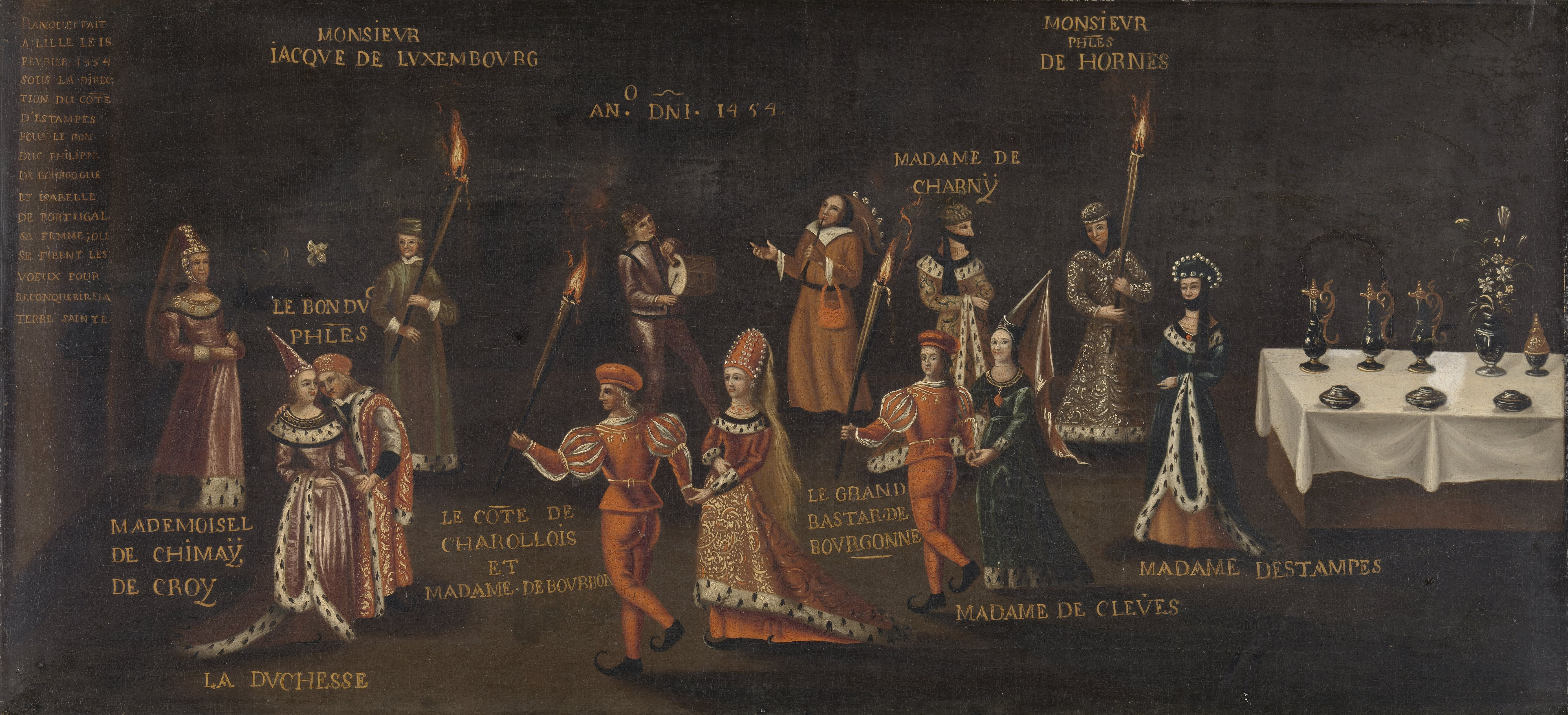
Banket van de Fazant

Het jaar 1454 is het 54e jaar in de 15e eeuw volgens de christelijke jaartelling.

## Gebeurtenissen
februari
- 10 - Casimir IV van Polen huwt Elisabeth van Oostenrijk.
- 17 - Banket van de Fazant: Filips de Goede verklaart zijn intentie om een kruistocht tegen de Ottomanen te ondernemen.

april
- 9 - Vrede van Lodi: Na een lange strijd wordt vrede gesloten tussen Milaan en Venetië.

augustus
- 16 - Frederik I van Palts-Simmern huwt Margaretha van Egmont.

oktober
- 30 - Karel de Stoute huwt Isabella van Bourbon.
- oktober - Johannes Gutenberg toont delen van de Gutenbergbijbel op de Rijksdag te

Frankfurt.
zonder datum
- Begin van de Dertienjarige Oorlog: Pruisische steden, gesteund door Polen, vechten voor onafhankelijkheid van de Duitse Orde.
- Franciscus van Paola sticht de Orde der Miniemen.
- Tussen Reide en Finsterwolde wordt een dijk aangelegd om het Oldambt te beschermen tegen de oprukkende Dollard.
- Margaretha van Villesexel ruilt de lijkwade van Turijn met Lodewijk van Savoye voor een kasteel in Varambon (in de buurt van Lyon) en een aanzienlijke hoeveelheid geld.

## Kunst

Andrea Mantegna: Sint Eufemia
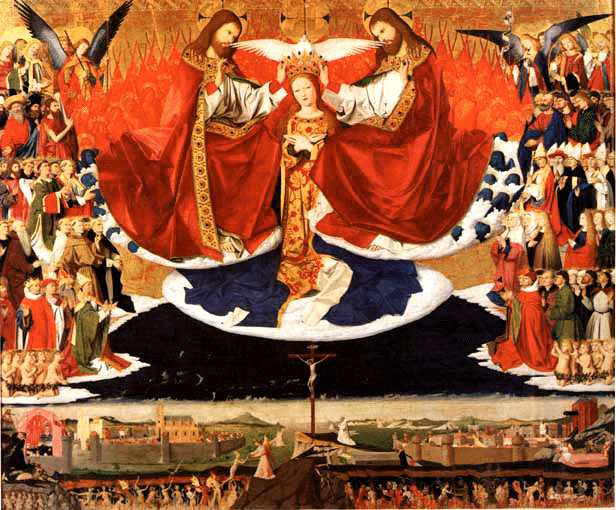
Enguerrand Quarton: De kroning van de Maagd
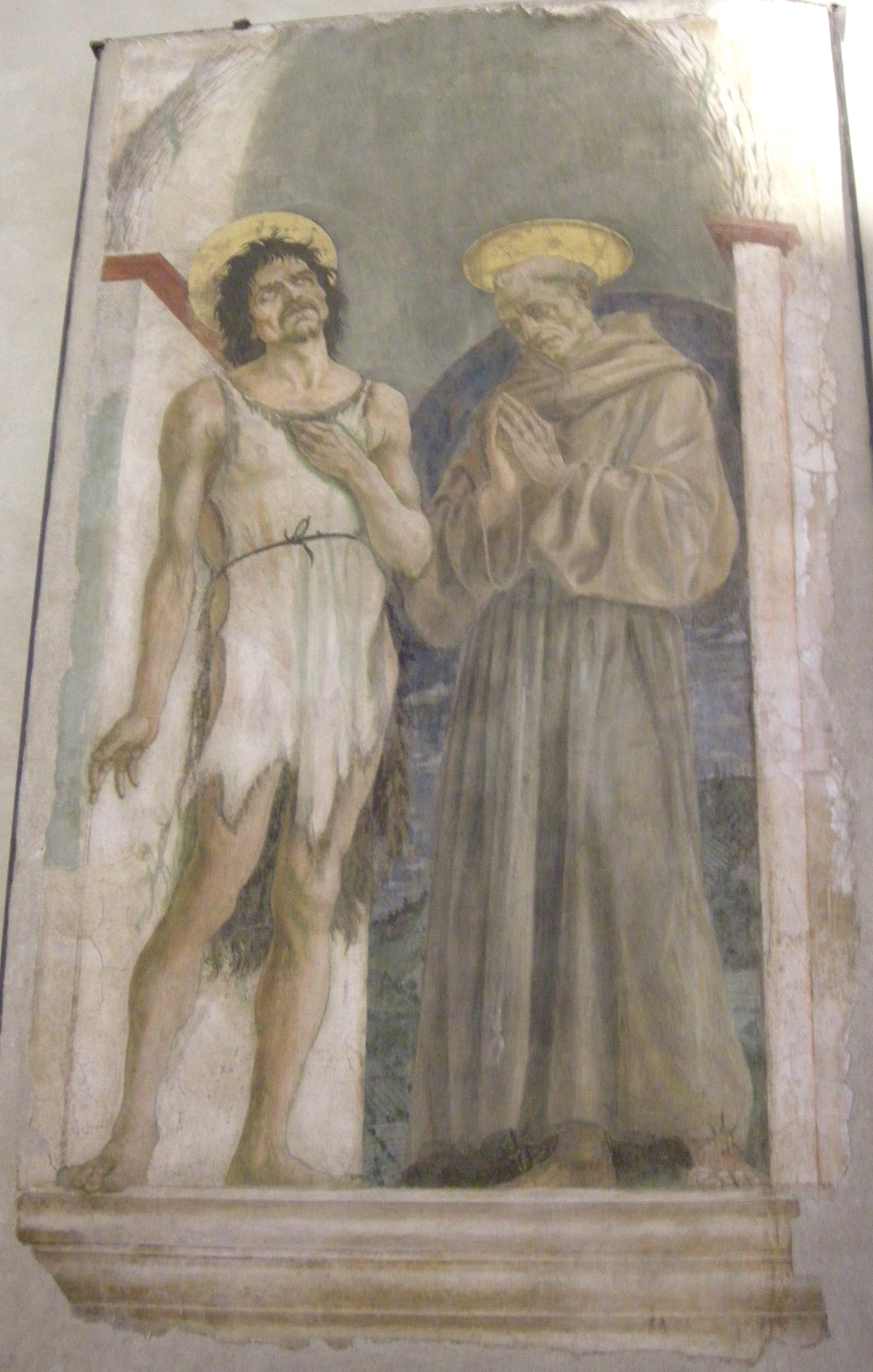
Domenico Veneziano: Johannes de Doper en Sint Franciscus

## Opvolging
- patriarch van Antiochië (Grieks) - Dorotheus II opgevolgd door Michaelis IV
- Castilië - Johan II opgevolgd door zijn zoon Hendrik IV
- Gorizia - Hendrik VI opgevolgd door zijn zoon Jan II
- Monaco - Jan I opgevolgd door zijn zoon Catalanus
- Osnabrück - Albrecht van Hoya opgevolgd door Rudolf van Diepholt
- Penthièvre - Jan van Châtillon opgevolgd door zijn nicht Nicole van Châtillon en dier echtgenoot Jan II van Brosse
- Périgord - Jan van Châtillon opgevolgd door zijn broer Willem van Châtillon
- Orde van Sint-Jan - Jean de Lastic opgevolgd door Jacques de Milly

## Afbeeldingen

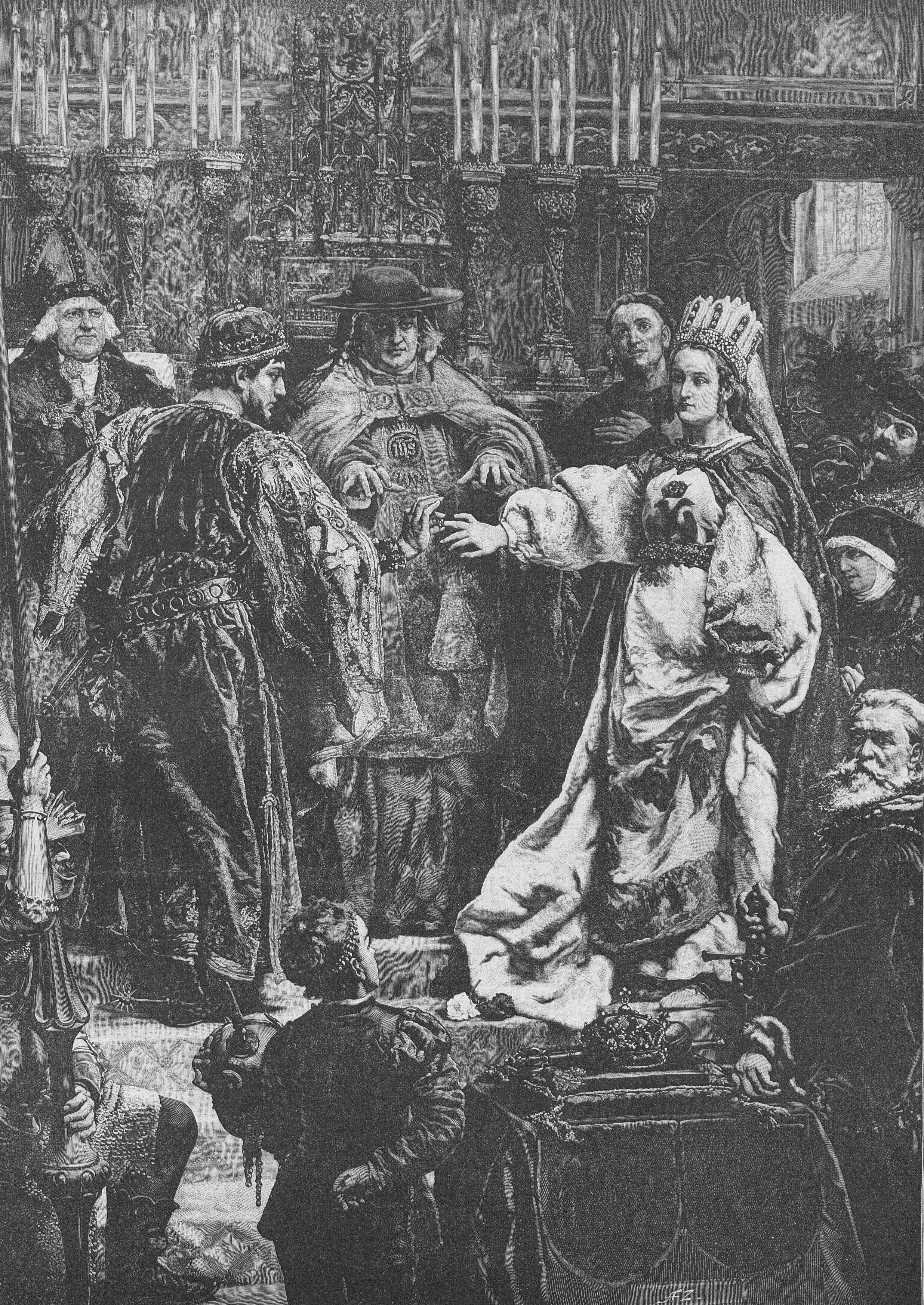
Huwelijk van Casimir IV en Elisabeth
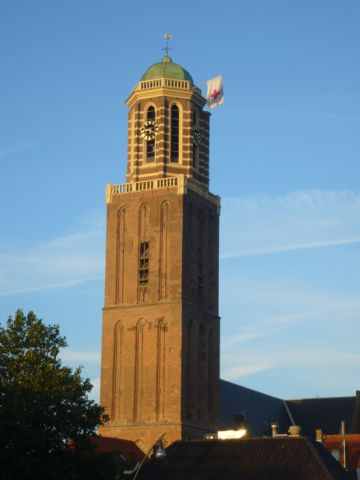
Peperbus, Zwolle (bouw begonnen 1454)
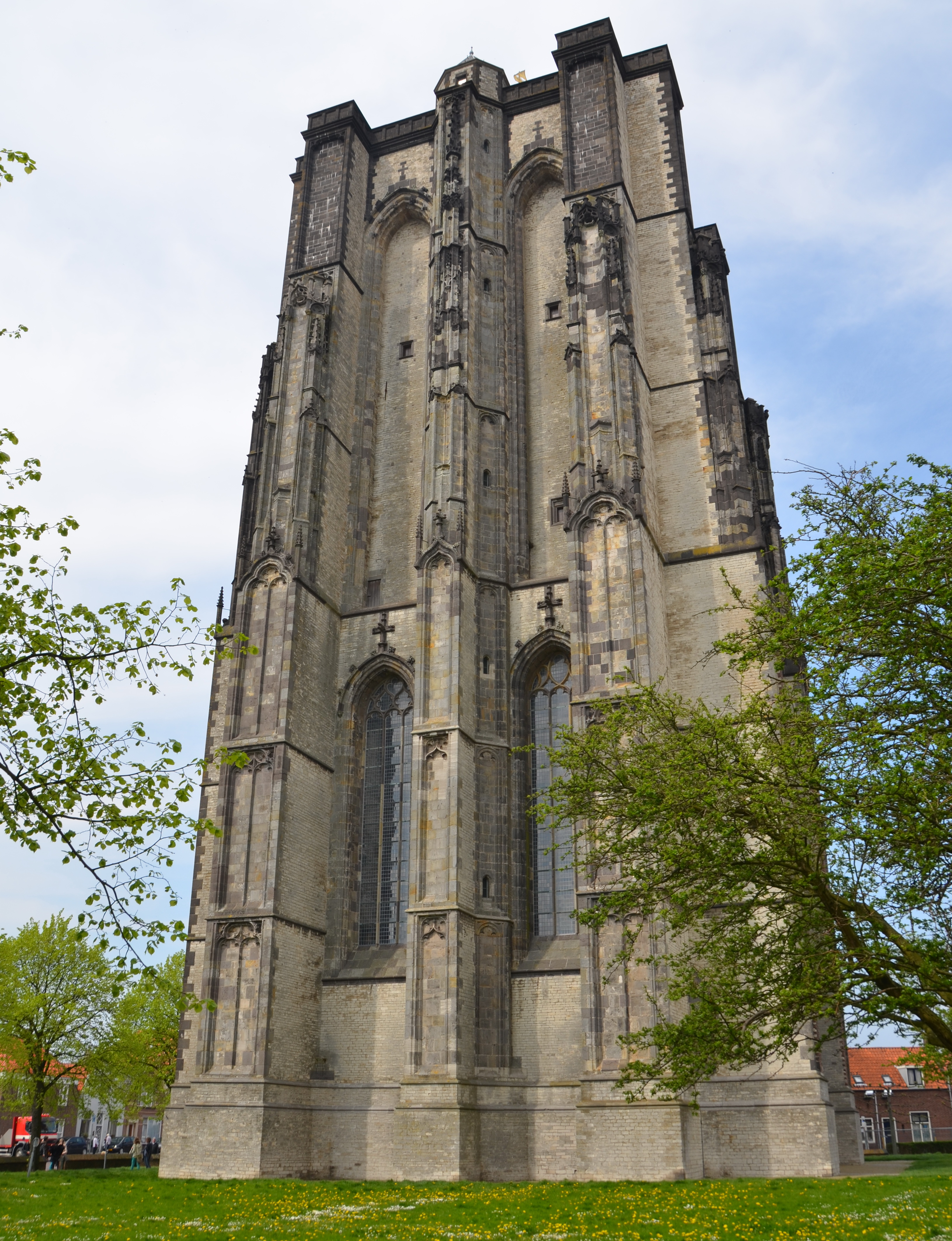
Sint-Lievensmonstertoren, Zierikzee (bouw begonnen 1454)
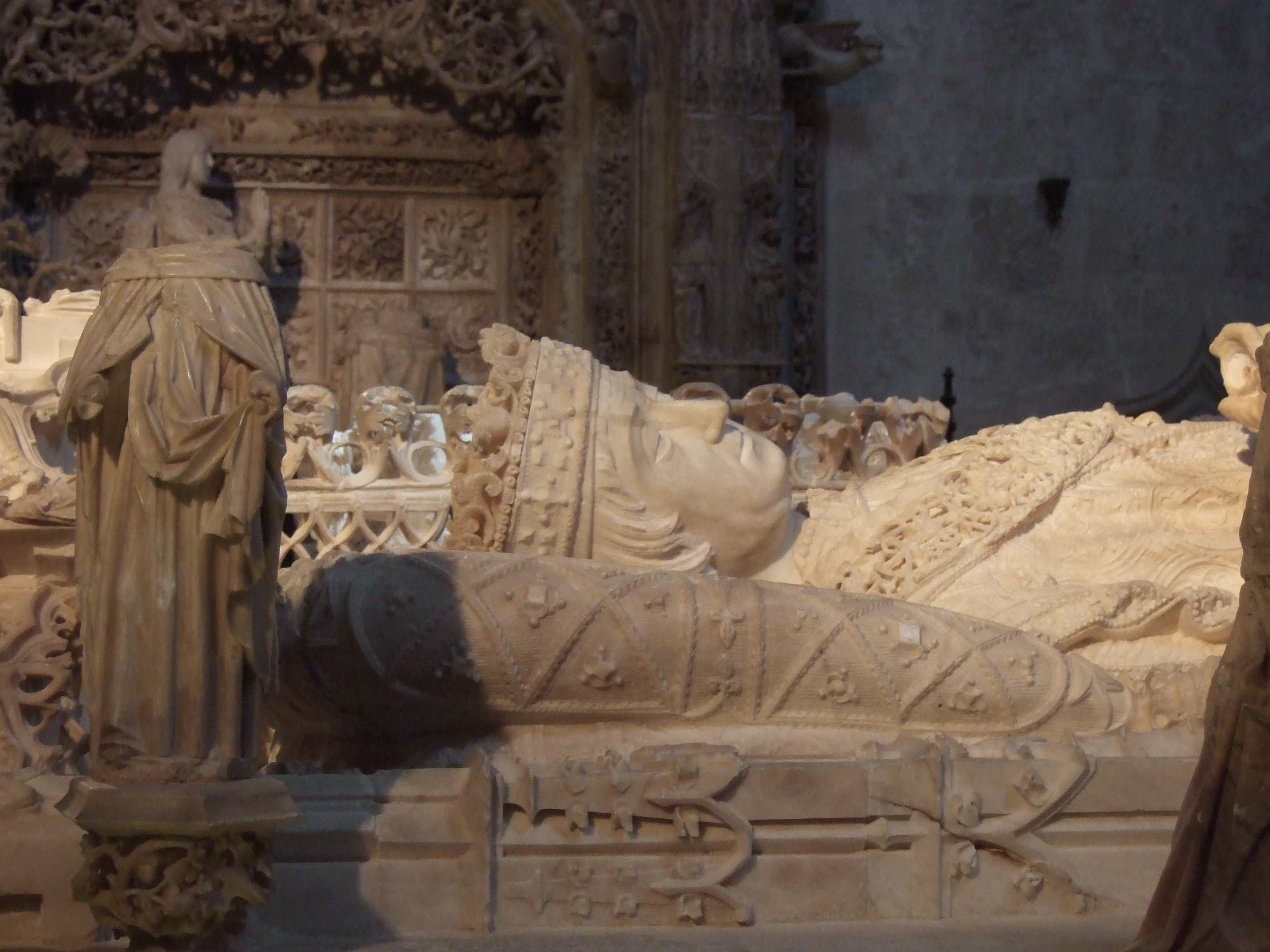
graf van Johan II van Castilië

## Geboren
- 9 maart - Amerigo Vespucci, Florentijns ontdekkingsreiziger
- 21 mei - Hermolaus Barbarus, Italiaans humanist
- 3 juni - Bogislaw X, hertog van Pommeren
- 14 juli - Angelo Poliziano, Italiaans dichter en humanist
- 25 november - Catharina Cornaro, koningin van Cyprus (1474-1489)
- Ernst van Anhalt, Duits edelman
- George II van Anhalt, Duits edelman
- Petrus Dorlandus, Zuid-Nederlands geestelijke en schrijver
- Chödrag Gyatso, Tibetaans geestelijk leider
- Filips van Sausenberg, Duits edelman
- Frederik Eitel Frederik van Zollern, Duits edelman
- René van Alençon, Frans edelman (jaartal bij benadering)
- Pinturicchio, Italiaans schilder (jaartal bij benadering)
- Alexander Stewart, Schots prins (jaartal bij benadering)

## Overleden
- 1 februari - Jan de Bont, Brabants jurist
- 24 april - Willem van Gavere, Bourgondisch geestelijke
- 17 mei - Boudewijn van Swieten (~82), Bourgondisch staatsman
- 19 mei - Jean de Lastic (~82), grootmeester van de Orde van Sint-Jan
- 12 juli - Lodewijk I de Baenst (~46), Vlaams edelman
- 14 juli - Hendrik II van Wittem (~35), Brabants edelman
- 20 juli - Johan II (49), koning van Castilië (1406-1454)
- 10 september - Bolesław IV van Warschau (~33), Pools edelman
- 18 september - Rudolf van Żagań (~36), Silezisch edelman
- 27 oktober - Magdalena van Brandenburg (~42), Duits edelvrouw
- 10 november - Gerrit Potter van der Loo, Hollands vertaler
- Jan van Aken (~73), Nederlands schilder
- Jan van Châtillon (~59), Frans edelman
- Hendrik VI van Gorizia (78), Duits edelman
- Herman III Hoen, Limburgs edelman
- Margaretha van Opole (~41), Silezisch edelvrouw
- Cyriacus van Ancona, Italiaans antiquariër (jaartal bij benadering)
- Georgios Gemistos Plethon, Byzantijns filosoof (jaartal bij benadering)